# 大清邮政局 (霞浦县)
26°53′11.98″N 119°59′45.39″E / 26.8866611°N 119.9959417°E
大清邮政局，位于中国福建省霞浦县松城街道曲井巷31号，为霞浦县级文物保护单位，类型为古建筑，公布时间为1986年2月。
大清邮政局的历史年代为清，建于清朝光绪二十八年（1902年），是霞浦县城最早的邮政机关。